# Markus Feulner
Markus Feulner (* 12. Februar 1982 in Scheßlitz) ist ein ehemaliger deutscher Fußballspieler und heutiger -trainer. Er steht beim FC Augsburg unter Vertrag und betreut seit Sommer 2025 die zweite Mannschaft als Cheftrainer.
Als Wechselspieler wurde Feulner mit dem FC Bayern München und Borussia Dortmund Deutscher Meister. Zudem spielte er für den 1. FC Köln, den 1. FSV Mainz 05, 1. FC Nürnberg und den FC Augsburg in der ersten und zweiten Bundesliga.

## Karriere

### Vereine
Der im oberfränkischen Scheßlitz im Landkreis Bamberg geborene Feulner war bereits mit sechs Jahren beim SV Pettstadt, acht Kilometer südlich von Bamberg, fußballerisch aktiv. Mit zehn Jahren wechselte er 1992 zum 1. FC Bamberg, bei dem er die Jugendmannschaften durchlief. 1997 nutzte er die Chance, zum FC Bayern München zu wechseln. Dort spielte er in den Jugendmannschaften seiner jeweiligen Altersklasse und gewann 2001 als Mannschaftskapitän die Deutsche A-Junioren-Meisterschaft.
Mit Beginn der Saison 2000/01 gehörte er altersbedingt zum Kader der Amateurmannschaft, für die er in der ersten Spielzeit acht Einsätze bestritt. Am 8. Dezember 2000 (20. Spieltag) gab er beim torlosen Unentschieden im Auswärtsspiel gegen Kickers Offenbach seinen Einstand. Sein erstes Bundesligaspiel bestritt er am 23. Februar 2002 (24. Spieltag) beim 6:0-Sieg im Heimspiel gegen Energie Cottbus, als er in der 65. Minute für Stefan Effenberg eingewechselt wurde. Zuvor erhielt er bereits Spielpraxis in der Champions League (bei Sparta Prag und Boavista Porto) und im DFB-Pokal (gegen den VfL Wolfsburg). In der Saison 2002/03 kam er zu zehn weiteren Bundesligaspielen, aber auch zu drei Einsätzen in der Champions League, in der er am 13. November 2002 im Heimspiel gegen den RC Lens ein Tor erzielte.
Nach Abschluss der Hinserie der Saison 2003/04 mit nur zwei Kurzeinsätzen in der Bundesligamannschaft wechselte Feulner zum 1. FC Köln. Dort konnte er sich ohne große Probleme in die Mannschaft integrieren; in der Mehrzahl der noch verbliebenen Spiele kam er zum Einsatz, stieg mit der Mannschaft aber in die 2. Bundesliga ab. Nach Verletzungsproblemen und Differenzen mit dem neuen Trainer Huub Stevens konnte Feulner diesen positiven Trend in der Saison 2004/05 nicht fortsetzen; er kam lediglich auf 13 Einsätze (bei acht Einwechslungen) für die erste und neun Einsätze für die Amateurmannschaft. Zu Beginn der Saison 2005/06 spielte Feulner unter Uwe Rapolder – wieder erstklassig – dann zumeist im offensiven Mittelfeld und er agierte zudem als zusätzlicher Stürmer im Konterspiel, bevor er sich im Oktober 2005 während des Trainings einen Riss im vorderen Kreuzband zuzog und bis Ende März 2006 pausieren musste.

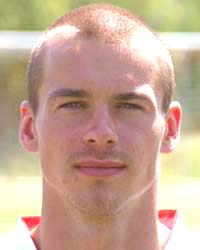
Feulner als Spieler von Mainz (2006)

Nach dem erneuten Abstieg der Kölner im Sommer 2006 wechselte Feulner ablösefrei zum Bundesligisten 1. FSV Mainz 05, bei dem er einen Dreijahresvertrag unterschrieb. In Mainz war Feulner – in der Bundesliga und nach dem Abstieg 2007 in der 2. Bundesliga – Stammspieler im linken Mittelfeld. Ab der Saison 2009/10 spielte er unter seinem ehemaligen Mainzer Trainer Jürgen Klopp für Borussia Dortmund, zweimal spielte er für die Reservemannschaft in der Dritten Liga. In der Bundesliga konnte er sich aber nicht durchsetzen. In seinem einzigen Spiel von Beginn an für Dortmund wurde er am 21. November 2009 (13. Spieltag) beim torlosen Unentschieden im Heimspiel gegen den 1. FSV Mainz 05 nach 62 Minuten für Mohamed Zidan ausgewechselt. Darüber hinaus wurde er nur ein einziges Mal vor der 80. Minute eingewechselt. In der Meistersaison 2010/11 betrug seine Spielzeit lediglich 20 Minuten, bedingt durch sechs Einwechslungen.
Im Sommer 2011 kehrte Feulner nach Franken zurück und erhielt beim 1. FC Nürnberg einen bis zum 30. Juni 2013 gültigen Vertrag, dessen Laufzeit im Januar 2013 um zwei Jahre verlängert wurde. In seinem ersten Pflichtspiel für den „Club“ gelang ihm in der 1. Hauptrunde um den DFB-Pokal, beim 5:1-Sieg gegen den Drittligisten Arminia Bielefeld, ein Hattrick. Sein Bundesliga-Debüt für den 1. FC Nürnberg gab er am 6. August 2011 (1. Spieltag) beim 1:0-Sieg im Auswärtsspiel gegen Hertha BSC. Nach dem Abstieg des 1. FC Nürnberg aus der Bundesliga wurde er in der Sommerpause 2014 vom FC Augsburg verpflichtet und mit einem bis zum 30. Juni 2016 laufenden Vertrag ausgestattet.

### Nationalmannschaft
Feulner absolvierte mehrere Länderspiele für die U-15- bis U-20-Nationalmannschaften und 13 Einsätze für die U-21-Auswahl. Für diese debütierte er am 26. März 2002 in Chemnitz beim 1:1 gegen die Auswahl Tschechiens, als er in der 80. Minute für Tobias Rau eingewechselt wurde. Sein einziges Länderspieltor erzielte er in seinem vorletzten Spiel am 30. März 2004 in Mannheim beim 2:2 (zur 2:1-Führung) gegen die A-Nationalmannschaft Georgiens. Am 30. Mai 2004 spielte er in Mannheim bei der 1:2-Niederlage gegen die Auswahl Schwedens letztmals im Nationaltrikot.
Zudem stand er im Kader der inzwischen aufgelösten Perspektivmannschaft Team 2006, für die er allerdings kein Spiel bestritten hat.
Bei der vom 10. bis 27. November 1999 in Neuseeland ausgetragenen U-17-Weltmeisterschaft bestritt er zwei Gruppenspiele, schied jedoch mit der Mannschaft nach zwei torlosen Spielen gegen die Auswahlen Malis und Brasiliens und der 1:2-Niederlage gegen die Auswahl Australiens aus dem Turnier aus.

### Trainerlaufbahn
Ab der Regionalligasaison 2017/18 spielte Feulner noch zwei Spielzeiten für die U23-Mannschaft der Augsburger.
Daneben unterstützte er als Co-Trainer der U-16-Mannschaft Trainer Yannic Thiel und sammelte erste Erfahrungen als Trainer. Während der Saison 2019/20 wurde er Co-Trainer der Augsburger U-19.
2022 übernahm Feulner das Cheftraineramt in der U16. In den folgenden zwei Jahren trainierte er die U17 und die U19 der Fuggerstädter. Zur Regionalligasaison 2025/26 wurde Feulner zum Cheftrainer der U23-Mannschaft des FC Augsburg ernannt.

## Erfolge
- Deutscher Meister 2003 (mit dem FC Bayern München), 2011 (mit Borussia Dortmund)
- DFB-Pokal-Sieger 2003 (mit dem FC Bayern München)
- Deutscher A-Juniorenmeister 2001 (mit dem FC Bayern München)